# Kaunas Dukes 2019
Questa voce raccoglie le informazioni riguardanti i Kaunas Dukes nelle competizioni ufficiali della stagione 2019.

## Roster
| Roster dei Kaunas Dukes (2019) |
| --- |
| Quarterback - 1 Vytenis Navickas - 10 Arturās Mockus QB/KR/DB - 13 Mindaugas Kariniauskas QB/WR/H Running Back - 3 Vytautas Kazlauskas - 23 Haroldas Petrulis - 24 Deividas Ėringis - 80 Justinas Šernas RB/WR/K - 80 Renaldas Macevičius RB/DL/K - 87 Tomas Čaikauskas RB/TE/WR Wide Receiver - 12 Raimondas Miciuta - 15 Vaidas Gruzdas WR/RB/KR - 21 Povilas Semasko - 22 Normantas Kalibatas WR/KR/PR - 42 Gvidas Reistaitis - 80 Marius Radzevičius WR/DB - 84 Markas Mačiliūnas WR/KR Offensive Linemen - 49 Žygimantas Dragūnas - 51 Audrius Aviženis / - 66 Linas Kondratavičius OL/DL - 70 Matthew Sawickis OL/DL - 71 Artur Chałkowski OL/LS/H - 72 Aivaras Zelba - 73 Žygimantas Velička - 75 Arturās Valenta - 79 Arnas Matiukas OL/LS - 89 Justinas Buzius Defensive Linemen - 33 Povilas Dambrauskas - 50 Rokas Savickas - 55 Edgaras Urbonavičius DL/OL - 69 Robertas Jacevičius - 78 Mindaugas Majauskas DL/OL - 86 Arvidas Daukšas - 90 Karolis Eseliūnas DL/OL - 98 Ernestas Žilinskas DL/OL Linebacker - 44 Vytenis Raižys LB/RB - 77 Karolis Matukaitis - 99 Karolis Danilovas LB/DL/DB Defensive Back - 7 Matas Narkevičius - 11 Vytautas Šulcas DB/WR - 11 Aleksandras Kirilovas - 19 Tomas Sinkevičius DB/KR/K - 28 Erlandas Vaitkus - 88 Sergej Nagornyj - 92 Marius Melašauskas DB/LB Special Team - 17 Karolis Buivydas K/DL/DB Coaching staff / Audrius Aviženis (HC) · Mindaugas Kariniauskas (OC) · Vytenis Raižys (DC) |

## Topliga 2019

### Stagione regolare
| Prienai 7 aprile 2019, ore 13:00 | Kaunas Dukes | 18 – 46 (0-12 0-20 6-0 12-14) referto | Vilnius Iron Wolves | Prienų stadionas |

| Bydgoszcz 27 aprile 2019, ore 16:00 | Bydgoszcz Archers | 47 – 0 (13-0 14-0 7-0 13-0) referto | Kaunas Dukes |  |

| Prienai 11 maggio 2019, ore 15:30 | Kaunas Dukes | 0 – 75 (0-21 0-28 0-16 0-10) referto | Warsaw Eagles | Prienų stadionas |

| Prienai 2 giugno 2019, ore 15:00 | Kaunas Dukes | 41 – 6 (14-0 7-0 6-6 14-0) referto | Warsaw Dukes | Prienų stadionas |

| Ząbki 8 giugno 2019, ore 20:00 | Warsaw Eagles | 42 – 0 (7-0 14-0 21-0 0-0) referto | Kaunas Dukes | DozBud Arena |

| Vilnius 22 giugno 2019, ore 13:00 | Vilnius Iron Wolves | 37 – 0 (3-0 6-0 14-0 14-0) referto | Kaunas Dukes | Stadio LFF |

## Baltic League 2019

### Stagione regolare
| 8 settembre 2019 | Vilnius Iron Wolves | 6 – 0 (0-0 0-0 6-0 0-0) | Kaunas Dukes |  |

| 21 settembre 2019 | Kaunas Dukes | 15 – 46 | Warsaw Eagles U21 |  |

| 12 ottobre 2019 | Kaunas Dukes | 14 – 20 | Vilnius Iron Wolves |  |

| 10 novembre 2019 | Warsaw Eagles U21 | 24 – 0 (a tavolino) | Kaunas Dukes |  |

## Statistiche di squadra
| Competizione         | %Vittorie | In casa | In casa | In casa | In casa | In casa | In casa | In trasferta | In trasferta | In trasferta | In trasferta | In trasferta | In trasferta | Totale | Totale | Totale | Totale | Totale | Totale |
| Competizione         | %Vittorie | G       | V       | N       | P       | Pf      | Ps      | G            | V            | N            | P            | Pf           | Ps           | G      | V      | N      | P      | Pf     | Ps     |
| -------------------- | --------- | ------- | ------- | ------- | ------- | ------- | ------- | ------------ | ------------ | ------------ | ------------ | ------------ | ------------ | ------ | ------ | ------ | ------ | ------ | ------ |
| TL Stagione regolare | .167      | 3       | 1       | 0       | 2       | 59      | 127     | 3            | 0            | 0            | 3            | 0            | 126          | 6      | 1      | 0      | 5      | 59     | 253    |
| BL Stagione regolare | .000      | 2       | 0       | 0       | 2       | 29      | 66      | 2            | 0            | 0            | 2            | 0            | 30           | 4      | 0      | 0      | 4      | 29     | 96     |
| Totale               | .100      | 5       | 1       | 0       | 4       | 88      | 193     | 5            | 0            | 0            | 5            | 0            | 156          | 10     | 1      | 0      | 9      | 88     | 349    |